# چویلان
چویلان، (به لری بختیاری:چویلون) روستایی از توابع بخش مرکزی شهرستان اردل در استان چهارمحال و بختیاری ایران است.چویلان در دهستان دیناران واقع شده است و تا شهر اردل ۵۴کیلومتر فاصله دارد.
مردم این روستا از قوم لر ، ایل بختیاری ، باب دینارانی و طایفه سهید هستند.
چویلان در دامنه کوه گره (۳۹۷۵متر) قرار گرفته است و جز پر برف و باران ترین نقاط کشور است که اختلاف دمای سالانه ۱۰٫۴ درجه و بارش ۸۸۴٫۸ میلی متر سالانه گواه این مطلب است.

## جمعیت
این روستا در دهستان دیناران قرار دارد و براساس سرشماری مرکز آمار ایران در سال ۱۳۸۵، جمعیت آن ۹۲ نفر (۱۸خانوار) بوده‌است.